# Chropov
Chropov (em húngaro: Sziklabánya) é um município da Eslováquia, situado no distrito de Skalica, na região de Trnava. Tem 17,79 km² de área e sua população em 2018 foi estimada em 387 habitantes.

## Demografia
| Ano:        | 1994 | 2004   | 2014    | 2024   |
| ----------- | ---- | ------ | ------- | ------ |
| Broj ljudi: | 354  | 357    | 393     | 369    |
| Razlika:    |      | +0,84% | +10,08% | -6,10% |

| Ano:               | 2023 | 2024   |
| ------------------ | ---- | ------ |
| Número de pessoas: | 373  | 369    |
| Diferença:         |      | -1,07% |